# Jean-Baptiste Bidegain
 (janvier 2022).
- Si vous ne connaissez pas le sujet, laissez ce bandeau (vous pouvez alors contacter les auteurs).
- Si vous supprimez le contenu mis en cause (vous pouvez préalablement contacter les auteurs),

argumentez précisément cette suppression dans la page de discussion
(un manque de référence n'est pas un argument ; une recherche réelle de référence doit avoir été effectuée, être formellement documentée).
 (octobre 2015).
Pour les articles homonymes, voir Bidegain.
Jean-Baptiste Bidegain, né le 26 avril 1870 à Paris et mort le 8 décembre 1926 à Neuilly-sur-Seine, est une personnalité du Grand Orient de France impliquée dans l'affaire des fiches. Il devint par la suite militant et essayiste antimaçon.

## Biographie
Celui qui deviendra le « Judas du Grand Orient » au moment de l'affaire des fiches nait à Paris, dans le quartier du Sentier, le 26 avril 1870 d'une famille de pauvres paysans catholiques basques. La journaliste Séverine l'a décrit « d'aspect quelconque, ni bien ni mal, mais entaché de vulgarité ; visage rond, moustache insignifiante, binocle – de ceux dont chaque article du passeport s’accompagne de la mention « ordinaire » »[réf. nécessaire]. Après des études chez les Frères des écoles chrétiennes, assailli par le doute, Bidegain fréquente « durant douze années, les occultistes, les spirites, les collectivistes, les anarchistes même et généralement tous les dévots de l'Erreur »[réf. nécessaire]. Il se suicida avec sa femme.

### Engagement maçonnique
Il entre « par curiosité » dans la franc-maçonnerie en 1893 à la loge « Le Travail » et « Vrais Amis Fidèles » de la Grande Loge symbolique écossaise. Influencé par le spiritualiste Oswald Wirth qui en est la figure de proue, il demande aussi à entrer dans l'ordre martiniste, en 1895, comme le révèle une lettre conservée dans le fonds Papus de la Bibliothèque Municipale de Lyon. Jean-Baptiste Bidegain est ensuite accueilli au Grand Orient de France par le docteur Blatin. Ce dernier, « le marchand de pommades », président de l'obédience en 1894, lui procure « sans l'avoir consulté », selon Bidegain, un emploi au secrétariat de la rue Cadet en mai 1894. Il devient dès lors « un scribe consciencieux aux appointements modestes de 150 F par mois »[réf. nécessaire].
Maçon actif et zélé, il fonde, en 1902, la très républicaine Revue du XXe siècle et, avec le collectiviste Lucien Deslinières, la loge « L'Action Socialiste ».
Bidegain devient secrétaire de cette loge de tendance guesdiste, composée exclusivement de socialistes. L'occultisme hérité de Wirth et ses idées politiques font du futur « traître » un élément original et marginal au Grand Orient. Il n’en est pourtant pas moins appelé à assister aux séances du conseil de l'ordre à partir de 1900, nommé secrétaire adjoint le 1er janvier 1901 et initié au 18e grade. Le poste de secrétaire adjoint procure à Bidegain un pouvoir considérable au sein du Grand Orient. En l'absence du secrétaire Narcisse-Amédée Vadecard, il est « le véritable chef de l’ordre ».
Ce franc-maçon idéaliste se retourne pourtant progressivement vers l'Église avec l’aide de son parrain, l'abbé Odelin, vicaire général de l'archevêque de Paris et avec l'abbé de Bessonies, et se lie à Maurice Barrès. Un deuil et une déception professionnelle en 1903 ne sont pas étrangers à ce retournement. L'annonce d’un départ imminent du secrétaire général Vadecard lui donnait en effet l'espoir d'une promotion. Cependant, ce départ n'eut lieu qu'en… 1919, privant Bidegain de tout espoir d'avancement. Pour ce dernier, ce n'est bien sûr ni l'ambition ni la jalousie mais la déception et le dégoût du patriote[réf. nécessaire] vis-à-vis de la franc-maçonnerie qui provoquent son éloignement progressif de la rue Cadet. Il déclare d’ailleurs n’avoir jamais caché ses sentiments sur la délation à ses frères.

### Affaire des fiches
En 1904, le député nationaliste Jean Guyot de Villeneuve est contacté par un mystérieux franc-maçon, « G.T », qui, « écœuré de l’usage que l’on faisait des fiches, voulait, dans un but patriotique, quitter la Franc-maçonnerie en criant tout haut la vérité ». Cet énigmatique personnage n’est autre que le sous-secrétaire du Grand Orient de France, la « brebis galeuse », Jean-Baptiste Bidegain. Il annonce au député de Neuilly qu’il possède les preuves de la délation dans l’armée, preuves pouvant entraîner la chute du ministère Combes et discréditer les radicaux dans l’opinion. Bidegain, en effet, dégoûté par son travail de délation, a confié un dossier « composé de quelques lettres et fiches originales et de photographies » à l’abbé de Bessonies. L’abbé de Bessonies, alias Gabriel Soulacroix, vicaire de la basilique Notre-Dame-des-Victoires, est l’ami de l’abbé Odelin qui fait revenir Bidegain vers le catholicisme. Cet abbé, qui a déjà publié deux brochures hostiles à la Franc-maçonnerie, voit immédiatement l’intérêt du dossier. Après réflexion, il décide d’en faire part à un homme politique pour mener une campagne de presse et faire éclater le scandale.
M. Jacques Piou, président de l'Action Libérale, envisagé, est absent pour une quinzaine de jours. Le chanoine Odelin et l’abbé de Bessonies demandent alors conseil à l'abbé Tourmentin, spécialiste reconnu de la lutte antimaçonnique, directeur du Bulletin de l'Association antimaçonnique de France. Ce dernier, étonné et ravi, préconise une interpellation à la Chambre. Il les dissuade de faire appel à M. Piou, peu enclin à ce genre de polémique, et Jean Guyot de Villeneuve, parlementaire et ancien officier est finalement préféré.
Après une courte enquête auprès du curé de Neuilly qui se révèle excellente, Odelin, Bessonies et Bidegain décident de contacter le député. Ils profitent d’une grande réception chez Boni de Castellane, avenue du Bois, le samedi 28 mai 1904 pour le faire prévenir et lui proposer une entrevue. Ce n’est que trois semaines plus tard, le lundi 20 juin, au Palais Bourbon, que l’abbé Gabriel de Bessonies révèle au député le retournement du sous-chef du secrétariat du Grand Orient et l’existence d’un dossier capable de renverser le ministère. Guyot de Villeneuve est étonné mais réservé et ce n’est que lors de la deuxième entrevue, le lendemain, après s’être renseigné sur son interlocuteur auprès de M. Laurent Prache et avoir pris connaissance des documents, qu’il se déclare prêt à intervenir. Les rendez-vous se succèdent alors entre l’abbé, « M. G. S. », comme le nomme Bidegain et le député. Pendant que celui-là copie les fiches au Grand Orient, celui-ci rencontre Bessonies chez lui, le 30 septembre et le 7 octobre. Villeneuve revient le 10 octobre avec un ami, Gabriel Syveton. « De taille élancée, souple dans ses mouvements, doué d’un regard agile, d’une voix forte aux inflexions rondes, d’une vaste érudition », cet ambitieux député nationaliste du 2e arrondissement, trésorier de la Ligue de la patrie française, est redouté par la gauche et son soutien paraît nécessaire à Villeneuve. Cette entrevue décide du plan à suivre pour faire éclater le scandale.
Pour Bidegain, l’objectif n’est pas la chute du ministère Combes, mais la disparition de « la tyrannie occulte des Francs-Maçons et de leurs alliés ». Ce but est sans cesse répété dans ses livres sur l’affaire des fiches. Selon lui, « on devait intervenir à la Chambre très peu de temps avant les élections générales. (…). Il fallait porter, en temps favorable un coup dangereux au régime en se réservant toutes les chances possibles de réussite. ». L’intervention ne devait donc avoir lieu qu’au début de l’année 1906, juste avant les élections. Ce plan prévoyait une période d’un an pendant laquelle Bidegain continuerait ses activités au Grand Orient et poursuivrait la copie des fiches.
Pour Villeneuve et Syveton le but est à court terme : faire tomber Combes. Le plan d’attaque est le suivant : intervenir le plus tôt possible, provoquer l’indignation de la Chambre et de l’opinion et entraîner le départ de Louis André puis du président du Conseil. Bidegain est finalement obligé de renoncer à son plan et d’adopter le projet à court terme visant le seul ministère. Un informateur maçon de la Sûreté générale, présent chez Boni de Castellane, prévient en effet le Grand Orient des offres faites à Guyot de Villeneuve et d’une interpellation prochaine. Le secrétaire général Narcisse-Amédée Vadecard, sûr de son entourage, n’y croit pas et d’ailleurs Bidegain se charge de le rassurer. André, informé à son tour, convoque Louis Lafferre qui, confiant, le tranquillise. Cependant, après une entrevue le 15 octobre durant laquelle Bessonies remet le dossier complété au député, l’interpellation est décidée pour le 28 octobre, jour d’une interpellation du lieutenant-colonel Rousset. Informé à leur tour des fuites, Syveton et Villeneuve décident de lancer l’information à la presse selon laquelle le député de Neuilly est en possession de preuves accablantes sur la délation dans l’armée. Villeneuve rencontre une dernière fois Bidegain le 25 octobre pour lui présenter son discours et le modifier selon ses indications.
Gaston Méry prit la défense dans La Libre Parole de Bidegain, attaqué médiatiquement durant l'affaire des fiches.

## Théories
Selon Bidegain, le Grand Orient de France trahit la franc-maçonnerie qu'il a complètement détournée de son but et dont il a fait un groupement exclusivement politique et un bureau de renseignements secrets et diffamatoires, trahissant ainsi la démocratie et la république, la rendant césarienne, sectaire et persécutrice. Pour lui, le but secret de la maçonnerie est la dénationalisation de la France et la destruction de ces traditions et de ces forces. Il considère que la mort de Gabriel Syveton constitue un assassinat
Il déclare que la Franc-maçonnerie n'a jamais pu élaborer une philosophie ou une doctrine susceptible de remplacer les dogmes qu'elle veut détruire et que pour cette raison l'on devient maçon par tendance congénitale au cléricalisme. Pour lui les intellectuels véritables ne sont pas maçons et l'ordre refusera toujours d'intégrer des ouvriers, se privant de leur bon sens, et qui, selon les directives de l'ordre, ne doivent être initiés que très exceptionnellement afin de ne pas nuire à sa puissance financière.
Bidegain va ainsi railler les « vœux maçonniques » qui sont émis durant les convents, comme l'expression d'un monde d'illusion qu'il compare au signe de croix chrétien, dont les maçons se distancient pourtant. Il dénonce l'existence d'un gouvernement occulte de la Franc-maçonnerie en prenant pour exemple la critique, au cours de l'assemblée générale du GODF de 1901, de l'abus de pouvoir dont s'étaient rendus coupables le Bureau du Conseil de l'Ordre et le Bureau du Convent de 1900 afin de supprimer un discours compromettant pour l'ordre du procès-verbal du convent de 1900, déclarant qu'il est révoltant de voir 11 personnes supprimer l'avis de 20 000 autres. Par citation, il révèle qu'un convent peut se constituer en comité secret et que rien ne soit publié au procès-verbal.
Il met en relief les collusions judéos-maçonniques sociétales et parlementaires, argumentant que les ambitions de ces 2 groupes sont communes et soulignant le financement d'origine juive des candidatures maçonniques à l'Assemblée nationale au début du XXe siècle, dans le contexte politique suivant l'affaire Dreyfus.
Au sujet de l'affaire des fiches, Bidegain déclare qu'un service de renseignements existait au sein du Grand Orient depuis 1891 et se préoccupait d'obtenir des renseignements sur les fonctionnaires en général, c'est à partir de 1901 qu'il s'occupa de ficher les officiers. Selon lui, le GODF espérait en retour des faveurs ministérielles.

## Publications
- Le Grand-Orient de France ses doctrines et ses actes. Documents inédits, Paris, Librairie antisémite, 1905 (in-8, 289 pages, planches de fac-similés hors-texte au centre de l'ouvrage)
- Masques et Visages maçonniques. Documents inédits, Paris, Librairie antisémite, 1906 (in-8, couverture illustrée, x-425 pages, planches de fac-similés)
- Magistrature et Justice maçonniques, Paris, Librairie des Saints-Pères, 1907 (264 pages, préface du comte de Colleville ; réédition : Pagala, 2009).
- Une Conspiration sous la IIIe République. La vérité sur l'affaire des fiches, Paris, La Renaissance française, 1910 (in-12, 241 pages)
- L'Affaire des fiches. Un scandale maçonnique, Paris, Éditions du Trident, 2010 (218 pages : réédition conjointe de La franc-maçonnerie et l'armée, texte publié en 1905 par les éditions Paillart à Abbeville, et de Le Grand-Orient de France ses doctrines et ses actes)